# 鈴木舞
鈴木 舞（すずき まい、1989年5月30日 - ）は、日本のヴァイオリニスト。

## 人物
神奈川県生まれ。日本音楽コンクール第2位、ヴァーツラフ・フムル国際ヴァイオリンコンクール（クロアチア）第1位など、国内外の数多くのコンクールで入賞し、現在は日本とミュンヘンを拠点に活躍する。2012年には皇居の宮内庁楽部桃華楽堂にて御前演奏会に出演。2017年にデビューCD「Mai Favorite」をリリース。使用楽器は1683年製のニコロ・アマティ。

## 経歴

### 幼少期
3歳でピアノを始める。4歳の時にテレビでチェロを見て一目惚れするが、チェロをヴァイオリンと呼ぶと勘違いして親に伝え、ヴァイオリン教室に通うことになる。

### 高校・大学時代
東京芸術大学音楽学部附属音楽高等学校1年の2005年に大阪国際音楽コンクールでグランプリ。2年の2006年日本音楽コンクールで第2位、2007年チャイコフスキー国際コンクールで最年少セミファイナリスト。10歳から東京芸術大学音楽学部卒業までの13年間、清水高師の薫陶を受ける。
ローザンヌ高等音楽院(Haute École de musique de Lausanne)、ザルツブルク・モーツァルテウム大学でピエール・アモイヤル、ミュンヘン音楽・演劇大学でインゴルフ ・トゥルバンに師事。ドイツ国家演奏家資格を取得。

### 奨学生
- 2012年度 シャネル・ピグマリオン・デイズ・アーティスト[8]
- 2012-13年度 文化庁芸術家在外派遣研修員
- 2015-16年度 ローム ミュージック ファンデーション奨学生[9]
- 2017-20年度 メニューイン・ライブミュージック・ナウ（ドイツ）奨学生[10]

## 主な受賞歴
- 2005年 - 第6回大阪国際音楽コンクールグランプリ、大阪府知事賞、ジャーナリスト賞[11]
- 2006年 - 第75回日本音楽コンクール第2位[12]
- 2007年 - 第13回チャイコフスキー国際コンクール最年少セミファイナリスト[13]
- 2011年 - アンリ・マルトー国際コンクールファイナリスト[14]
- 2013年 - ヴァーツラフ・フムル国際ヴァイオリンコンクール第1位、オーケストラ賞[15]
- 2014年 - オルフェウス室内楽コンクール第1位[16]
- 2016年 - スピヴァコフ国際ヴァイオリンコンクール第2位[17]
- 2017年 - ベートーヴェン・フラデツ国際音楽コンクールファイナリスト[18]
- 2018年 - コープ・ミュージックアワード室内コンクール第3位[19]

## 共演歴

### 国内
- 読売日本交響楽団
- 東京交響楽団
- 日本フィルハーモニー交響楽団
- 東京シティ・フィルハーモニック管弦楽団
- 山形交響楽団
- 日本センチュリー交響楽団
- 名古屋フィルハーモニー交響楽団
- 広島交響楽団
- 神奈川フィルハーモニー管弦楽団
- 甲府市交響楽団

### 海外
- ホーフ交響楽団（ドイツ）
- クロアチア放送交響楽団（クロアチア）
- ザグレブ・フィルハーモニー管弦楽団（クロアチア）
- ドゥブロヴニク交響楽団（クロアチア）
- クオピオ交響楽団（フィンランド）
- モラヴィア・フィルハーモニー管弦楽団（チェコ）
- ローザンヌ室内管弦楽団（スイス）

小林研一郎、円光寺雅彦、飯森範親、ニコラス・ミルトン、ヨルマ・パヌラ、イヴァン・レプシッチ、ヴァフタン・カヒッゼらの指揮で演奏。

## メディア出演
- NHK「つながるテレビ＠ヒューマン」
- 朝日放送テレビ「ABCフレッシュコンサート」
- NHK-FM「リサイタル・パッシオ」
- インターネットラジオOTTAVA「Radio ぶらあぼ OTTAVA Aria from TENNOZ TMMT Studio」
- 全国FM放送協議会（JFN）系列「Memories & Discoveries」（メモリーズ・アンド・ディスカバリーズ）

## 使用楽器
愛器は1683年製のニコロ・アマティ。アントニオ・ストラディバリの師として知られる名工の傑作。

## ディスコグラフィー
2017年9月にデビューCD「Mai Favorite」をキングレコードからリリース。ピアノは實川風、山田和樹。

## 後援会
鈴木舞後援会を2020年1月1日に設立。